# Museo Pambata
El Museo Pambata es un museo orientado a los niños en Ermita, en la ciudad de Manila, en el país asiático de las Filipinas. Se encuentra ubicado en el antiguo edificio del Manila Elks Club, construido en 1911, a lo largo del Bulevar Roxas, esquina Drive Katigbak. Fue fundado por Estefania Aldaba-Lim.